# جسد (فیلم ۲۰۱۲)
جسد (اسپانیایی: El cuerpo‎) یک فیلم سینمایی هیجان انگیز و فیلم معمایی اسپانیایی محصول سال ۲۰۱۲ به کارگردانی اوریول پائولو، با بازیگری خوان پابلو شوک، خوزه کرونادو ، اوگو سیلبا و بلن روئدا می‌باشد.

## خلاصه داستان
جسد زنی از داخل سردخانه دزدیده شده و کارآگاهی مسئول پیدا کردن آن جسد میشود اما متوجه میشود که…
این فیلم دارای ۲ بررسی مثبت در وب سایت بررسی راتن تومیتوز است.

## بازسازی
بازسازی کره ای با عنوان محو شد در ۷ مارس ۲۰۱۸ منتشر شد. ا 